# Tim Russ
Timothy Darrell Russ (Washington, DC, 22 de junho de 1956) é um ator estadunidense, cujo papel de maior destaque foi o do tenente-comandante Tuvok, na telessérie Star Trek: Voyager, fez Tuvok no filme "Star Trek Gods and Men" e dublou o Tenente Comandante Tuvok nos jogos "Star Trek Elite Force" e "Star Trek Elite Force II". Russ também é músico.
Tim Russ interpretou o Diretor Franklin em 6 episódios da série da Nickelodeon, iCarly.
Fez o papel de Robert Johnson em Crossroads.